# Lygisaurus macfarlani
Lygisaurus macfarlani — вид сцинкоподібних ящірок родини сцинкових (Scincidae). Мешкає в Австралії і Папуа Нової Гвінеї. Вид названий на честь англійського місіонера Семюеля Макфарлейна.

## Поширення і екологія
Lygisaurus macfarlani мешкають на півночі півострова Кейп-Йорк, на південь до затоки Принцеси Шарлотти, на північному сході півострова Арнемленд, на острові Мелвілл і островах Торресової протоки, а також на південному сході Нової Гвінеї, в регіоні Транс-Флай і в околицях міста Порт-Морсбі. В Австралії вони живуть в саванах, рідколіссях, на узліссях тропічних лісів, в мусонних лісах, у вторинних і прибережних заростях, у Папуа Новій Гвінеї — в саванах і рідколіссях, а також на пустищах. Ведуть денний спосіб життя, віддають перевагу тінистим місцевостям. Живляться комахами.